# Freedom: First Resistance
Freedom: First Resistance là tựa game hành động phiêu lưu góc nhìn thứ ba dành cho PC. Trò chơi được hãng Red Storm Entertainment phát hành tại Mỹ vào ngày 12 tháng 12 năm 2000. Tựa game này dựa trên bộ ba tiểu thuyết nổi tiếng của nhà văn Anne McCaffrey có nhan đề Catteni Series (hay còn gọi là Freedom Series). Tháng 12 năm 2000, trước khi phát hành game, GameSpot đã thông báo rằng trò chơi này đã biến mất nhãn "vàng" và sẽ được phát hành vào cuối tháng này.

## Cốt truyện
Câu chuyện của Freedom: First Resistance bắt đầu bằng lời kể của nữ nhân vật chính về cuộc xâm lăng của một thế lực ngoài hành tinh, những kẻ được gọi là Catteni. Chín tháng sau cuộc xâm lăng này, thành quả xây dựng ngàn năm của con người hầu như đã bị hủy diệt toàn bộ: các chính phủ và các tổ chức quân sự tan rã, nền kinh tế toàn cầu chỉ còn là dĩ vãng. Toàn bộ hành tinh nằm dưới sự điều hành của một chính phủ hành tinh, do một kẻ phản bội bám chân Catteni nắm quyền. Nhưng không phải ai cũng chấp nhận sống dưới ách thống trị của Catteni vì vẫn còn một nhóm nhỏ dám đứng lên chống lại kẻ xâm lược. Tuy lòng dũng cảm có thừa nhưng họ lại đơn độc và rất nghèo. Đứng đầu nhóm người này là cô gái trẻ Angel Sanchez. Nhiệm vụ của người chơi trong vai nữ anh hùng này là cứu Trái Đất khỏi sự cai trị của Catteni và mang lại tự do cho nhân loại - một trọng trách không dễ thực hiện chút nào. Cùng với các bạn đồng hành, người chơi sẽ phải trải qua 15 màn chơi khác nhau.

## Lối chơi
Freedom: First Resistance lấy bối cảnh Trái Đất trong một tương lai thay đổi khi chủng tộc ngoài hành tinh Catteni đã xâm chiếm và chiếm đóng hành tinh này, buộc hầu hết nhân loại phải vào trong các trại lao động. Trong suốt quá trình chơi, người chơi sẽ đảm nhận vai nữ chính là Angel Sanchez, do Yeni Álvarez lồng tiếng. Sanchez là lãnh đạo của một nhóm kháng chiến nhằm chấm dứt sự đàn áp của người ngoài hành tinh.
Chuột máy tính của người chơi được sử dụng để điều khiển góc xoay camera cũng như phương hướng mà nhân vật đang đối mặt, và người chơi có thể tự do chuyển đổi giữa các nhân vật tham gia vào nhóm của Sanchez.. Những vấn đề đặt ra trong trò chơi này khá đơn giản: tìm công tắc, nói chuyện để tìm đường... Việc chiến đấu trong trò chơi cũng tuong tự những game bắn súng góc nhìn thứ ba khác. Trò chơi đôi lúc đòi hỏi người chơi phải có những pha xử lý bằng trí óc chứ không phải bằng sức mạnh, nhưng những trường hợp như vậy không nhiều lắm và cũng dễ vượt qua.

## Đón nhận
Freedom: First Resistance đều nhận được những nhận xét tệ hại. IGN xếp hạng game ở mức 4.9/10 (dở). GameSpot chấm với số điểm 3.9/10 và đã viết trong bản tóm tắt của họ về trò chơi rằng "Nếu lối chơi đáng thất vọng và đồ họa và âm thanh nào đó không đủ để đưa bạn vào trong game, Freedom cũng có nhiều vấn đề nhỏ hơn." Trong một bài viết có tựa là Freedom: First Resistance – Hãy hy vọng đây cũng là lần cuối cùng, IGN bình luận rằng game có những khiếm khuyết, bao gồm cả những lỗi ở chế độ tàng hình khi kẻ thù phát hiện nhân vật qua các bức tường, hoặc ngược lại, không phát hiện hết toàn bộ nhân vật. Những lời chỉ trích thêm trong bài viết của IGN cho thấy engine chiến đấu hoạt động kém và thiếu sự tham gia của người chơi. IGN đã tiếp tục chỉ ra các vấn đề nhỏ như "tỷ lệ khung hình chập chờn," và sự không tương thích với các card màn hình và âm thanh khác nhau.
Một số lời chỉ trích tích cực của IGN đã lưu ý đến các kết cấu phát triển khá tốt của game dẫn đến các môi trường ngoài trời thuyết phục cũng như các chuỗi hình ảnh động chặt chẽ của trò chơi đó là kết quả của gần 700 cảnh ghi hình chuyển động.